# الشامیه، شهرستان
الشامیه (به عربی: الشامية) یک شهرستان‌های عراق در عراق است که در استان مثنی واقع شده‌است.
 الشامیه ۹۴۷ کیلومتر مربع مساحت و ۴۰۰,۰۰۰ نفر جمعیت دارد.